# Otto Budnowski
[Franz] Otto Budnowski (* 25. Mai 1874 in Danzig; † 21. September 1956 in Berlin) war ein deutscher Veterinärmediziner, 1929–1934 Veterinärinspekteur des Heeres und 1939–1943 reaktiviert, zuletzt als charakterisierter Generaloberstabsveterinär.

## Leben

### Preußische Armee
Budnowski trat am 1. Oktober 1892 als Militarveterinäraspirant – d. h. Anwärter für den militärischen Veterinärdienst – und sogenannter Einjährig-Freiwilliger im 1. Leib-Husaren-Regiment Nr. 1 in Danzig-Langfuhr in die Preußische Armee ein. Nach Beendigung der einjährigen Militärausbildung folgte ab Oktober 1893 die Spezialausbildung an der Militärlehrschmiede Berlin und ab Oktober 1894 das Studium der Veterinärmedizin an der Militär-Roßarzt-Schule bzw. der Tierärztlichen Hochschule Berlin, das er 1898 mit der Approbation als Tierarzt und der Ernennung zum Unterroßarzt abschloss.
Am 19. August 1901 wurde Budnowski als Oberveterinär zum Brandenburgischen Train-Bataillon Nr. 3 in Spandau versetzt. 1908 wurde er von der Universität Gießen zum Dr. med. vet. promoviert, noch immer als Oberveterinär im gleichen Bataillon. Am 17. Mai 1910 erhielt er den Character als Stabsveterinär und am 8. Januar 1918 erfolgte seine Beförderung zum Oberstabsveterinär.

### Reichswehr
Budnowski wurde in die vorläufige Reichswehr und dann in die Reichswehr übernommen und wurde am 1. Mai 1923 zum Generaloberveterinär (dieser Dienstgrad wurde erst am 1. April 1934 umbenannt in Oberfeldveterinär) befördert und zum Divisionsveterinär der 3. Division in Berlin ernannt. Auf die Beförderung zum Oberstveterinär (damals noch Generalveterinär genannt) am 1. Januar 1928 folgte am 1. Oktober 1928 die Ernennung zum Gruppenveterinär beim Reichswehr-Gruppenkommando 1 in Berlin. 
Am 1. April 1929 wurde Budnowski bei gleichzeitiger Beförderung zum Generalveterinär (bis 1. April 1932 noch Generalstabsveterinär genannt) zum Veterinärinspekteur im Reichswehrministerium und somit zum höchsten Veterinäroffizier der Reichswehr und Chef des gesamten Veterinärwesens im Heer ernannt. In dieser Dienststellung oblag ihm die Aufsicht über die Ausbildung des Veterinärpersonals, die Heereslehrschmieden, den Heereshauptveterinärpark, das Heeresveterinäruntersuchungsamt, die Lehr- und Versuchsveterinärkompanie und das Lehr- und Versuchspferdelazarett. Gleichzeitig wurde er damit auch Vorsitzender des Wissenschaftlichen Senats für das Heeres-Veterinärwesen. Bei der Neuordnung und Umbenennung der obersten Veterinärdienstgrade wurde Budnowski am 1. April 1932 zum neugeschaffenen Rang eines Generalstabsveterinärs befördert, im Rang einem Generalleutnant entsprechend.
Am 31. März 1934 trat Budnowski in den Ruhestand. Nachfolger als Veterinärinpekteur wurde der gleichzeitig zum Generalstabsveterinär beförderte bisherige Chef des Stabes der Veterinärinspektion, Curt Schulze, der dann am 1. April 1938 als erster deutscher Militärtierarzt zum Generaloberstabsveterinär befördert wurde, im Rang einem General der Infanterie entsprechend.

### Wehrmacht
Bei der Mobilmachung der Wehrmacht im Vorfeld des Zweiten Weltkriegs wurde Budnowski am 26. August 1939 reaktiviert und erhielt am 23. Oktober 1939 den Charakter als Generaloberstabsveterinär z.V. Er wurde dann allerdings lediglich in der Führerreserve des OKH zur Verfügung gehalten oder in vornehmlich mit Besatzungsaufgaben betrauten rückwärtigen Stäben eingesetzt. So war er zunächst von Oktober 1939 bis zum 14. Mai 1940 Heeresgruppenveterinär beim Oberbefehlshaber Ost und später vom 1. Juli 1941 bis zum 15. April 1942 bei dem am 20. Juni 1941 aufgestellten „Verfügungsstab Stettin“ bzw. Wehrmachtbefehlshaber Ostland. Er blieb danach noch bis zum 30. September 1942 in der Führerreserve des OKH und wurde schließlich am 31. August 1943 endgültig in den Ruhestand verabschiedet.